# 한국과 유엔

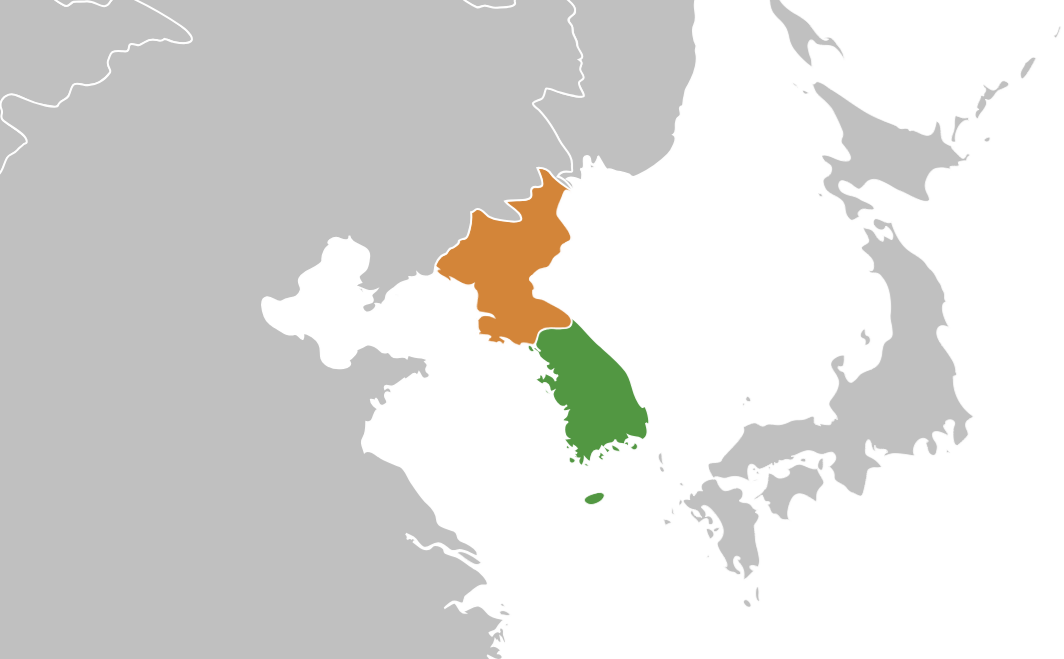
남한과 북한

유엔의 공식 깃발

본 문서는 한국과 유엔에 대해 다루고 있다. 1991년 대한민국(통칭 남한)과 조선민주주의인민공화국(통칭 북한)이 동시에 유엔에 가입하였다. 1991년 8월 8일 유엔 안전보장이사회는 유엔 안전보장이사회 결의 702호를 통과시켜 양국에 유엔 총회에 가입을 권고하였으며, 1991년 9월 17일 총회는 결의 46/1호에 따라 양국을 모두 가입시켰다.

## 역사

태극기와 인공기

### 옵서버 시절(1948-1991)
1949년 남한과 북한이 모두 유엔 가입을 신청했으나 당시 소련이 남한의 가입을 반대하면서 남한의 가입 신청에 대하여 아무런 조치도 이뤄지지 않았다. 이는 소련의 비토(거부권)으로 잘 알려져 있다. 북한도 미국, 영국, 프랑스 그리고 중화민국의 반대로 이뤄지지 못하였다.
1950년, 북한이 남한을 침공했고, 한국 전쟁이 시작되었다. 유엔 안전보장이사회는 이 침공을 비난했고, "유엔 회원국들이 대한민국에 무력 공격을 격퇴하고 그 지역의 국제 평화와 안보를 회복하기 위해 필요한 지원을 제공할 것을 권고했다." 그리고 "군사력과 다른 지원을 제공하는 모든 회원국들이... 그러한 군대와 다른 지원을 미합중국 아래의 통합된 지휘부에 제공할 것을 권고했다." 그리고 이 새로운 유엔 사령부는 "북한군에 대한 작전 과정에서 유엔기를 사용할 수 있도록 재량에 따라..." 이를 승인했다. 16개국은 한국을 지원하기 위해 전투 부대를 보냈다. (그리고 다른 5개국은 인도적 지원을 보냈다)
냉전이 끝나갈 무렵, 남한은 1991년 유엔에 독자적인 가입을 추진하겠다고 발표했다. 북한은 이전에 "두 개의 한국"을 영구적으로 인정하는 것에 반대했기 때문에 자신과 남한을 위한 유엔의 분리 가입을 반대했었다. 그러나 남한의 제안에 대한 중국이나 소련의 거부권이 예상되지 않은 상황에서, 북한도 유엔 가입을 추진할 것이라고 발표하면서, "한국 전체의 이익과 관련된 중요한 문제들이 유엔의 연단에서 편향적으로 다뤄지는 것"을 피하기 위해 "현 단계에서 유엔에 가입하는 것 외에는 대안이 없다"고 말했다. 남한의 외무부는 북한의 신청을 환영하면서, 남북한의 분리 가입이 "긴장 완화에 크게 기여하고 또한 평화적인 통일의 과정을 촉진할 것"이라고 말했다. 유엔 안전보장이사회는 1991년 9월 17일에 두 나라가 가입을 승인하면서 만장일치로 북한과 남한 모두의 가입을 권고했다.

#### 남한의 유엔 옵서버 지위 획득
1948년 12월 12일, 대한민국은 유엔 총회(UNGA)에서 결의안 195호에 따라 공식적으로 승인되었으며, 이때부터 한국은 유엔에 옵서버 자격으로 총회에 참가하게 되었다. 이후 1970년대에 옵서버 국가 지위로 얻게 되었다.

#### 북한의 유엔 옵서버 지위 획득
1971년 중국의 지위가 바뀌면서 북한도 1973년에 유엔 옵서버 국가 지위를 획득했다.

### 북한과 유엔(1991~현재)
북한은 단 한 번도 유엔 안전보장이사회의 비상임이사국 지위를 가진 적이 없다. 뉴욕에 주유엔 조선민주주의인민공화국 대표부를 두고 있으며, 파리에 유엔대표부를 두고 있으며, 제네바 유엔사무소에 유엔주재 대사를 두고 있다.
유엔총회는 2005년부터 현재까지 매년 북한의 인권상황을 규탄하는 결의안을 채택해 왔다. 북한의 미사일 발사 및 핵실험으로 인해서 유엔안보리에 의해서 경제적 제재를 받고 있기도 하다. 또한 유엔 안전 보장 이사회 대북제재위원회가 대북 제재 이행에 관하여 감독 및 관리를 진행하고 있다.
2019년 12월, 켈리 크래프트 유엔 주재 미국 대사는 유엔 안전보장이사회 회의에서 미국은 평화를 달성하기 위해 북한과 "동시 조치"를 취할 준비가 되어 있다고 말했다. 그러나 켈리 크래프트 대사는 또한 북한에게 더 이상의 미사일 실험을 하지 말라고 경고했다.

### 남한과 유엔(1991~현재)
현재 남한은 뉴욕, 파리. 제네바 등에 유엔에 직간접적으로 연결된 기구들에 사무소를 설치 및 운영 중이며, 주유엔 대한민국 대표부이 대표적인 사례다. 유엔 가입 이후 남한은 지속적으로 유엔과 협력하고 있다. 이는 유엔 경제사회이사회, 유엔 평화유지군, 그외 유엔 전문기관에서 한국의 역할과 활동에 의해서 잘 보여지고 있다. 2021년에는 유엔 가입 30주년을 기념하였다. 남한은 1995년(임기:1996~1997년)와 2012년(임기:2013~2014년)선거, 그리고 가장 최근 2023년(임기:2024년~2025년) 총 세 차례 유엔 안전보장이사회 비상임이사국에 당선되었다.
2001년에는 한국의 한승수 주미대사가 UNGA 회장직을 맡았다. 또한 2006년에 외교부장관을 지낸 반기문이 유엔 사무총장으로 당선되었다. 그는 2011년에 재선되어 두 차례 임기를 역임하였다.

## 같이 보기
- 유엔 안전보장이사회의 북한 관련 결의안 목록[31]

- 유엔 안전 보장 이사회 결의 제702호
- 7·4 남북 공동 성명
- 남북 기본합의서

## 참고 자료
- Chi Young Pak (2000). 《Korea and the United Nations》. The Hague: Martinus Nijhoff Publishers. ISBN 978-90-411-1382-5.
- Jonsson, Gabriel (2017). 《South Korea in the United Nations: Global Governance, Inter-Korean Relations and Peace Building》. World Scientific. ISBN 978-1-78634-193-8.
- Kŭktong Munje Yŏnʾguso (1973). 《North Korea's Policy Toward the United Nations》. Institute for East Asian Studies.